# José Carlos Rueda Laffond
José Carlos Rueda Laffond (1965-2023) fue un historiador y profesor universitario español. Doctor en Historia, catedrático de Historia Contemporánea en la Sección Departamental de Relaciones Internacionales e Historia Global en la Facultad de Ciencias de la Información de la Universidad Complutense de Madrid.

## Trayectoria
Es autor de artículos científicos publicados, entre otras revistas, en Historia Social, Historia Contemporánea, Hispania, Ayer, Goya, Journal of Spanish Cultural Studies, Investigaciones Históricas, Arbor, Semata, Afers, Hispanic Review, Bulletin of Spanish Studies, International Journal of Iberian Studies, Médiatiques o Comunicación y Sociedad. 
Formó parte de los equipos de investigación responsables de los estudios colectivos On Media Memory (Palgrave McMillan, 2011), Historia de la Edición en España, 1836-1936 e Historia de la Edición en España, 1939-1975 (Madrid, Marcial Pons, 2001 y 2016), Historia de España de Menéndez Pidal (volumen XXXIII, Madrid, Espasa-Calpe, 1997), o Enciclopedia Madrid. Siglo XX (Ayuntamiento de Madrid, 2003). 
Ha sido Profesor Visitante en la Universidad Hebrea de Jerusalén (Faculty of Humanities), Universidad de Florencia (Facoltá di Scienze Politiche), Universidad Católica de Lovaina (Faculté de Philosophie, Arts et Lettres), Universidad Libre de Bruselas (Faculté de Philosophie et Lettres), Université Sorbonne Nouvelle (Paris 3), University of Limerick, Uniwersytet Im. Adama Mickiewicza (Poznan), Universitá Roma Tre, o en la Universidad de Gante (Faculteit Letteren en Wiljsbegeerte).
Igualmente ha colaborado como evaluador en las áreas de conocimiento de Ciencias Sociales y Humanidades para la Agencia Nacional de Evaluación y Prospectiva o en Programas Europeos (ERC Strating Grant; European Research Council). Asimismo pertenece a los comités evaluadores de varias revistas científicas.
Ha participado en diversos encuentros científicos nacionales e internacionales, por ejemplo organizados por ISCH (International Society for Cultural History), ESSHC (European Social Science History Conference), NECS (European Network for Cinema and Media Studies), ACIS (Association for Contemporary Iberian Studies), la Asociación de Historia Contemporánea o la Federación Española de Sociología.

## Líneas de investigación
Sus trabajos abordaron inicialmente cuestiones referidas a la teoría y la práctica del cambio urbano en Madrid en torno a 1900, con especial atención al papel histórico de las elites y a las dinámicas de transformación social, simbólica y geográfica del espacio de la ciudad. Asimismo abordó los fenómenos de concentración y movilización de capital y su proyección en la prensa económica madrileña durante la segunda mitad del siglo XIX. Con posterioridad se aproximó a los ámbitos de la reflexión teórica y la investigación aplicada en historia de la comunicación social. 
Sus investigaciones más recientes se sitúan en el estudio de las formas de representación histórica en los medios de comunicación, las relaciones entre memoria e historia contemporánea española y europea, la memoria colectiva comunista española entre los años treinta y setenta, o en el análisis de las prácticas políticas y la cultura popular durante el franquismo y la Transición Democrática.
En relación con esas líneas de trabajo ha dirigido o participado en numerosos proyectos de investigación. Estos se han centrado en la historia social y cultural del Madrid contemporáneo, las narrativas históricas, la historia de los medios y la cultura popular en la España de la segunda mitad del siglo XX, el análisis de las estrategias de memoria y posmemoria o en las representaciones simbólicas y los lugares de memoria de la España del siglo XX.

## Libros
- Memoria roja. Una historia cultural de la memoria comunista en España, 1936-1977" (València, PUV, 2018)
- Posmemoria de la Guerra Civil y el franquismo. Narrativas audiovisuales y producciones culturales en el siglo XXI (Granada, Comares, 2017)
- Historia actual del mundo (Madrid, Síntesis, 2016)
- Historia de los medios de comunicación (Madrid, Alianza Editorial, 2014)
- La mirada televisiva. Ficción y representación histórica en España (Madrid, Fragua, 2009)
- Introducción a la historia de la comunicación social (Barcelona, Ariel, 2001)
- Imágenes y palabras. Medios de comunicación y públicos contemporáneos (Madrid, Centro de Investigaciones Sociológicas-siglo XXI, 2005)
- La televisión en España, 1956-2006: política, consumo y cultura televisiva (Madrid, Fragua, 2006)